# Lakatos Márton
Lakatos Márton (Jászberény, 1803. január 15. – Kolozsvár, 1840. március 20.) bölcseleti doktor, piarista áldozópap és tanár.

## Élete
1820. november 11-én a piarista rendbe lépett és újoncnövendék volt Kecskeméten két évig. 1823-1824-ben gimnáziumi tanár Veszprémben, 1825-26-ban Vácon a kétéves filozófiai tanfolyamot végezte és bölcseleti doktorrá avatták. 1827-ben Nyitrán és 1828-ban Pozsonyban a hittudományi tanfolyamot végezte. 1829-tól 1831-ig Pesten tanárkodott, majd a történelem és bölcselet tanára volt Kolozsvárt.

## Munkája
- Ode rev. ac. eximio patri Francisco Sal. Szoltsányi e. S. P. domus Claudiopolitanae vice-rectori, dum per Nicolaum Kováts de Tusnád episcopum Transsilvaniensem qua suppremum omnium scholarum cath. in Transsilvania directorem aureo numismate magni moduli, cum ligula et ansa alt. caes. reg. clementine signo die 29. Januarii anno 1835. solemniter ornaretur (Claudiopoli)